# Аксуатское
Аксуатское (каз. Ақсуат) — село в Тарановском районе Костанайской области Казахстана. Входит в состав Новоильиновского сельского округа. Код КАТО — 396459200.

## Население
В 1999 году население села составляло 495 человек (237 мужчин и 258 женщин). По данным переписи 2009 года, в селе проживало 397 человек (189 мужчин и 208 женщин).